# بلبل مغروي
بلبل مغروي (الاسم العلمي: Alophoixus ochraceus) (بالإنجليزية: Ochraceous Bulbul)‏ هو نوع من الطيور يتبع جنس البلبل الذهبي من فصيلة البلابل.